# Reißt euch los, bedrängte Sinnen, BWV 224

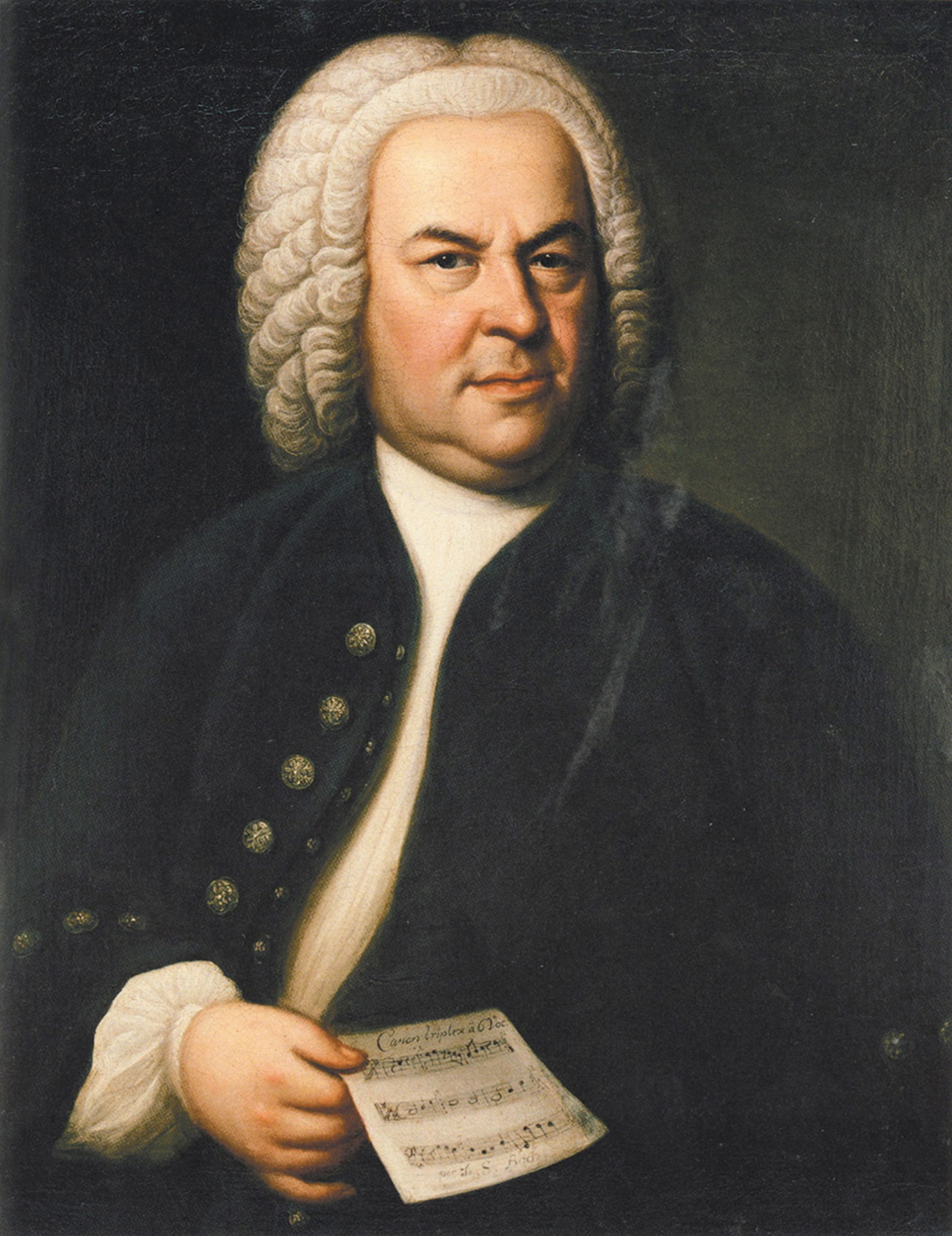
Johann Sebastian Bach, compositor de la cantata.

Reißt euch los, bedrängte Sinnen, BWV 224 (en español, Libérate de los sentidos oprimidos) es una cantata de Johann Sebastian Bach. La compuso en Leipzig en 1724 para una ocasión desconocida. También se desconoce el autor del texto y solo se conservan 30 compases de aria para soprano, copiados por Carl Philipp Emanuel Bach.